# Hemisodorcus rubrofemoratus chenpengi
Hemisodorcus rubrofemoratus chenpengi es una subespecie de coleóptero de la familia Lucanidae.

## Distribución geográfica
Habita en (China).